# زولتان هوروات
زولتان هوروات (انگلیسی: Zoltán Horváth؛ زادهٔ ۱۲ مارس ۱۹۳۷) شمشیرباز اهل مجارستان بود.
وی در مسابقات کشوری و بین‌المللی در مجموع برندهٔ ۵ مدال طلا، ۳ مدال نقره، ۳ مدال برنز شده‌است.